# Bloodlands
Bloodlands é uma série de televisão policial britânica que estreou na BBC One em 21 de fevereiro de 2021. Foi criada por Chris Brandon. A série foi renovada para uma segunda temporada em 14 de março de 2021.

## Elenco
- James Nesbitt[2][3] como Inspetor Tom Brannick
- Lorcan Cranitch[4] como Detetive Jackie Twomey
- Charlene McKenna[5] como Detetive Niamh McGovern
- Chris Walley como DC Billy “Birdy” Bird
- Michael Smiley como Policial Justin “Dinger” Bell
- Susan Lynch como Heather Pentland
- Ian McElhinney como Adam Corry
- Lola Petticrew como Izzy Brannick
- Lisa Dwan como Tori Matthews
- Peter Ballance como Patrick Keenan
- Kathy Kiera Clarke como Claire Keenan
- Cara Kelly como Siobhan Harkin
- Caolan Byrne como Ben McFarland
- Valerie Lilley como Linda Corry

## Recepção
No Rotten Tomatoes, a série tem um índice de aprovação de 87%, com base em 23 críticas, com nota média de 6,9/10. O consenso crítico do site diz: "Bloodlands às vezes ameaça ceder sob o peso de sua carga pesada, mas reviravoltas emocionantes e performances incríveis se mantêm firmes para criar uma experiência de visualização envolvente e desafiadora".